# William Segar

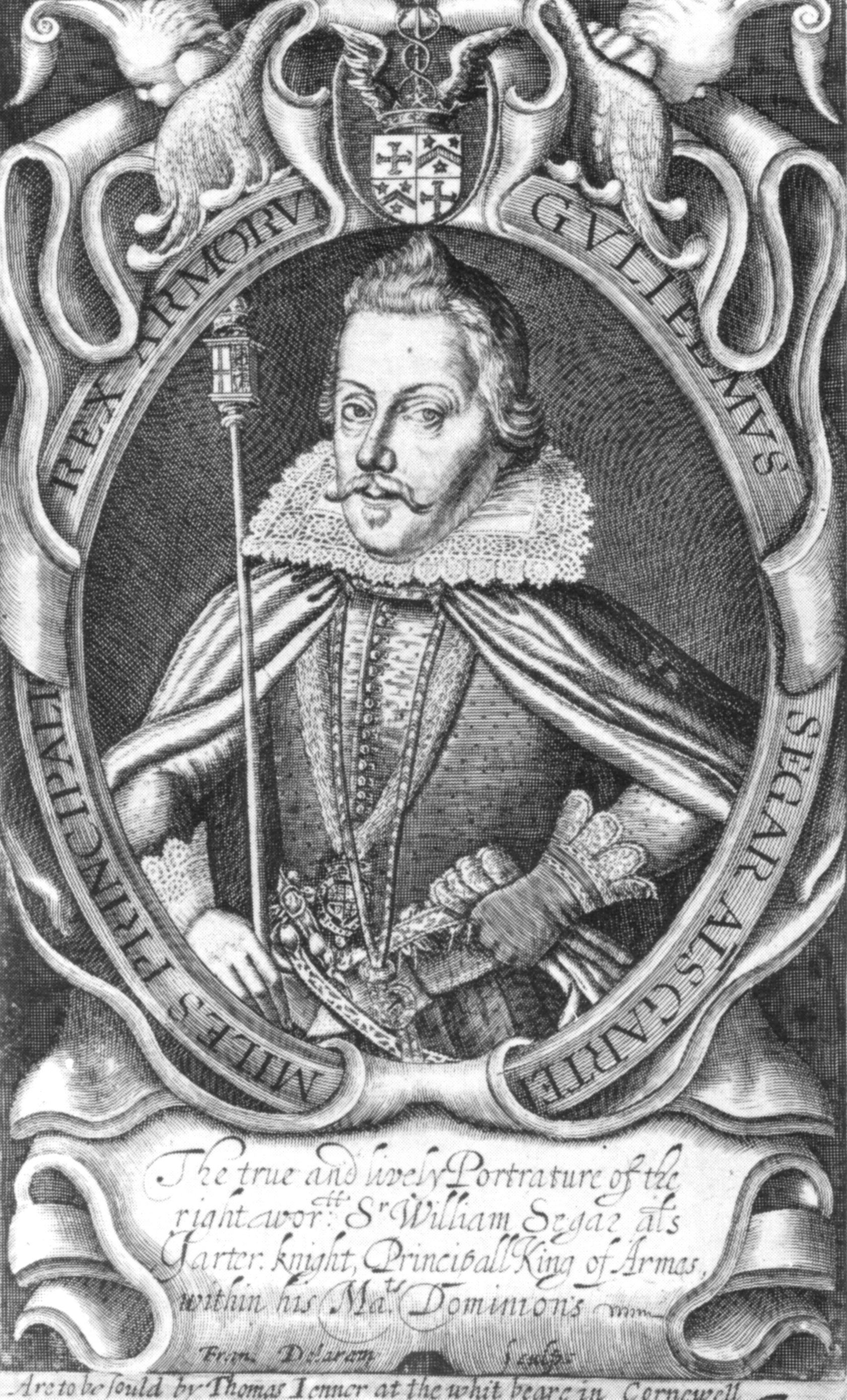
William Segar, Principal Rey de Armas, a principios del.

William Segar (nació en 1564 (o antes) - falleció en 1633), fue un retratista y Oficial de armas de la corte de Isabel I de Inglaterra, inclusive llegó a ser el principal Rey de Armas bajo el reinado de Jacobo I de Inglaterra.
Al igual que otros artistas de la corte de los Tudor, Segar trabajo activamente en varios entornos sociales de la época, retratando a las personalidades de la corte, en relación con su desempeño en el Colegio de Armas. Entre sus trabajos más destacados, realizó uno de los cuadros favoritos de Isabel I, el retrato del Robert Devereux, II conde de Essex, con su "Sable de luto" (o armadura negra), para el Día de la adhesión de inclinación o Día de la Reina de 1590. Además, a veces se le atribuye a Segar, la realización del famoso "Retrato de armiño" de Isabel.

## Su vida personal
Es posible, que William Segar fuera uno de los hijos Nicholas Segar o de Francis Nycholson, alias “Seager”, quien en 1557 se independizó de la Compañía Stationers (Stationers' Company). Atiguamente se creía que William era de origen holandés pero hoy se sabe que nació en Inglaterra, y posiblemente fuera hijo de madre inglesa. 
En 1584, William contrajo matrimonio con Helen Somers, con quien tuvo tres niños y tres niñas. En 1596, Segar casó nuevamente, esta vez con María Browne y tuvo cuatro hijos, incluyendo a Thomas Segar, quien más tarde sería Oficial de Armas Junior. 
En diciembre de 1616, Ralph Brooke, Oficial de Armas y rival de Segar, perteneciente a la Heráldica de York, lo engañó solicitándole que confirmara como armero real a un foráneo de nombre Gregory Brandon, quien solo era un simple verdugo de Londres, pero que se hacía pasar por caballero. Brooke entonces aprovecha este error y denuncia a William ante el rey Jacobo I, quien finalmente termina encarcelando a los dos en la prisión de Marshalsea durante unos días. El gobernador Lord Chamberlain, posteriormente les puso en libertad con la esperanza de que esta experiencia hiciera más honesto a Brooke y más sabio a Segar. .

## Su carrera heráldica

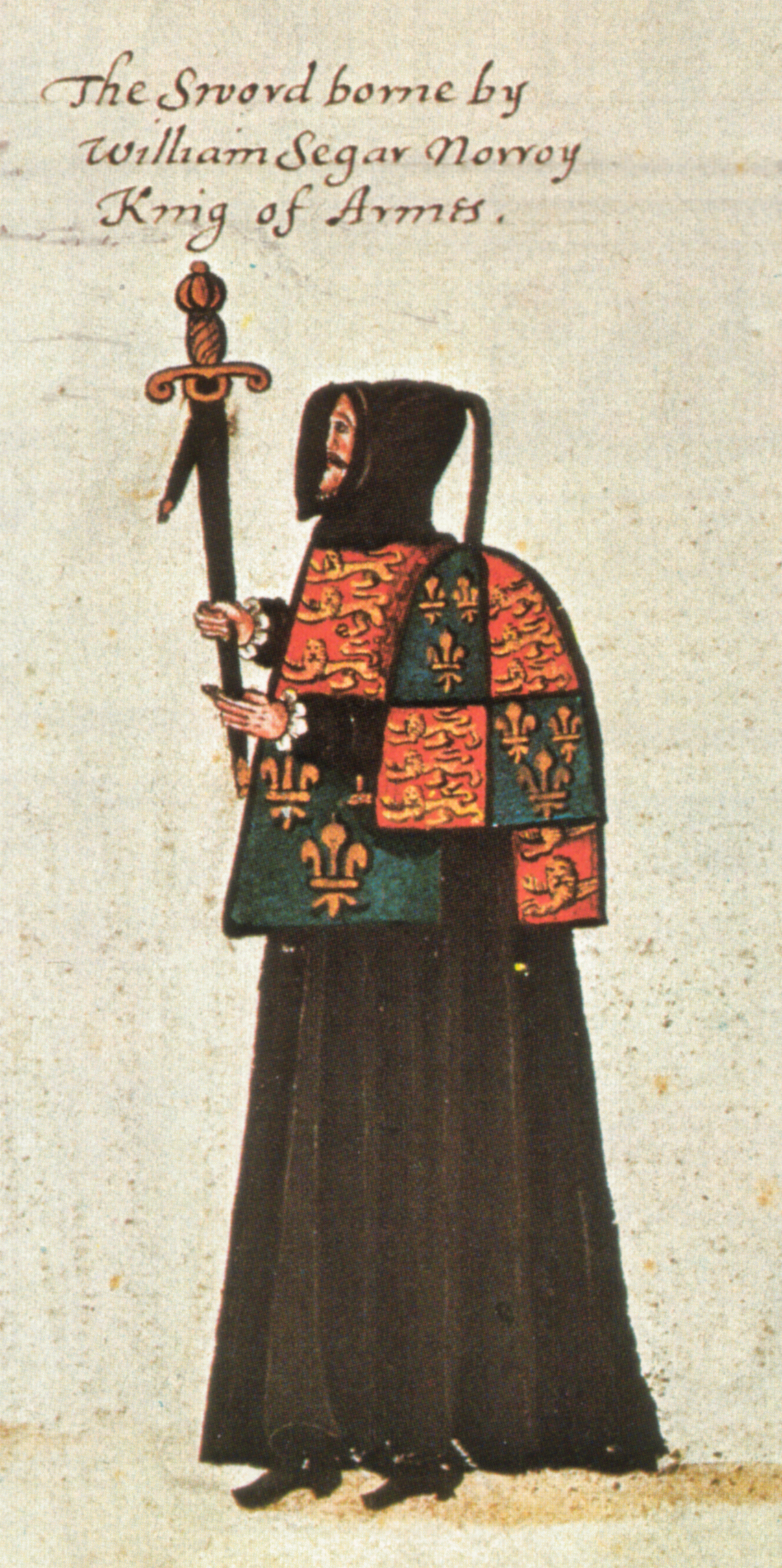
William Segar como Rey Norroy de Armas en la procesión fúnebre de Elizabeth I, 1603.

Segar fue entrenado como escribano y trabajó con Sir Thomas Heneage, quien era un contador de la corte de la reina Isabel I. Gracias a la influencia de Heneage, Segar fue admitido en el Colegio de Armas, en junio de 1585. Mientras se desempeñaba como un Oficial de Armas "Junior", título conocido como Portcullis Pursuivant ("Rastrillo Perseverante" en español), él a regañadientes, acompañó a Robert Dudley, I conde de Leicester en su expedición de 1586 a los Países Bajos, para servir como maestro de ceremonias en el Día de San Jorge en la ciudad de Utrecht. Una descripción de este festival se encuentra en la obra "Annales" de historiador John Stow, donde basa parte de su relato en "la fiel descripción realizada por un joven oficial de armas al servicio, de alias "Portclose" (Rastrillo) llamado William Segar".
Segar fue ascendido a Oficial de Armas "Somerset Herald" en 1589 y a Rey de Armas de Norroy y Úlster en 1593. Durante su mandato en Norroy, Robert Cooke, un oficial de armas con el cargo de Rey de Armas de Clarenceux, tuvo una injerencia con los privilegios tradicionales del Rey de Armas de Jarretera, Sir William Dethick. En 1595 Segar se reúne con Dethick, y critica a Cooke por su incapacidad para escribir de manera clara y además por hacer muchas donaciones de armas a "personas indignas o para su uso en cuestiones de índole personal". En 1596, Segar acompaña a la Gilbert Talbot, 7.º conde de Shrewsbury para investir a Enrique IV de Francia con la Orden de la Jarretera, siendo testigo de la famosa Entrada Real de Henry en Rouen. Al igual que Norroy, Segar portó la Espada del Estado en la procesión fúnebre de Elizabeth I (1603). Un Manuscrito ilustrado contemporáneo muestra a Segar vestido de negro y con una capa y liripipion en el tribunal de luto de la Casa de Tudor., usando su Tabardo heráldico (en la imagen a la izquierda). Ese mismo año, Segar fue elegido como reemplazante de Garter para investir a Cristián IV de Dinamarca con la Orden de la Jarretera, en lugar del "impopular Dethick". 
En enero de 1604, fue nombrado por la corte para firmar un proyecto de ley, aunque Dethick (que ahora describía a Segar como "un simple pobre pintor, miserable, y un campesino ignorante") se negó a renunciar hasta diciembre de 1606. Segar obtuvo su patente del Gran sello, confirmándose como un “Jarretera”, el 17 de enero de 1607.
En 1612 invistió a Mauricio de Nasáu, con la Jarretera, y el mismo año le fue concedido un escudo. Fue nombrado caballero, el 5 de noviembre de 1616.
Segar fue el autor de La Booke de Honor y de Armas, que fue publicada anónimamente en 1590. Posteriormente, en 1602, se publicó una versión ampliada con ilustraciones, llamada El honor militar y civil; algunas de estas ediciones tenían un grabado en la portada de Francisco Delaram (imagen, arriba a la derecha).

## Pintor de la Corte
En la recompilacion Palladia Tamia (de 1598), Francis Meres menciona a "los hermanos William y Francis Segar" entre los pintores de la época.
Poco se sabe acerca de Francis, quien marchó al extranjero en 1605.
La primera actividad documentada de Segar fue la ilustración de John Colet, en el Libro de Estatutos de la Catedral de San Pablo, cuyo pago se registra en las cuentas de 1585/86. El "Retrato de armiño" de Isabel I está fechado en ese mismo período. A principios de la década de 1590, Segar viajaba frecuentemente a Essex, donde retrató a Leicester, sir Francis Drake, y otros miembros de la Corte. El último pago registrado a Segar como un pintor fue un retrato de la reina, en 1597.
Dos sonetos de "Ch.M.", en honor de su señora Oriana, fueron dirigidos a Segar, que aparentemente estuvo pintando un retrato de la dama, probablemente durante la década de 1590.

### Retratos

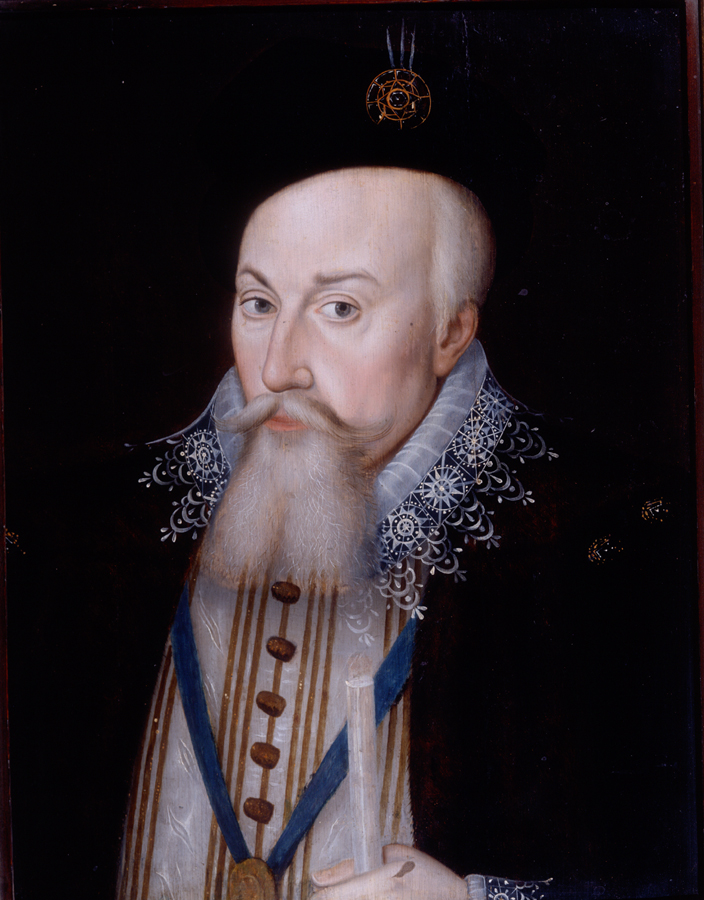
Robert Dudley, Conde de Leicester, (1587).
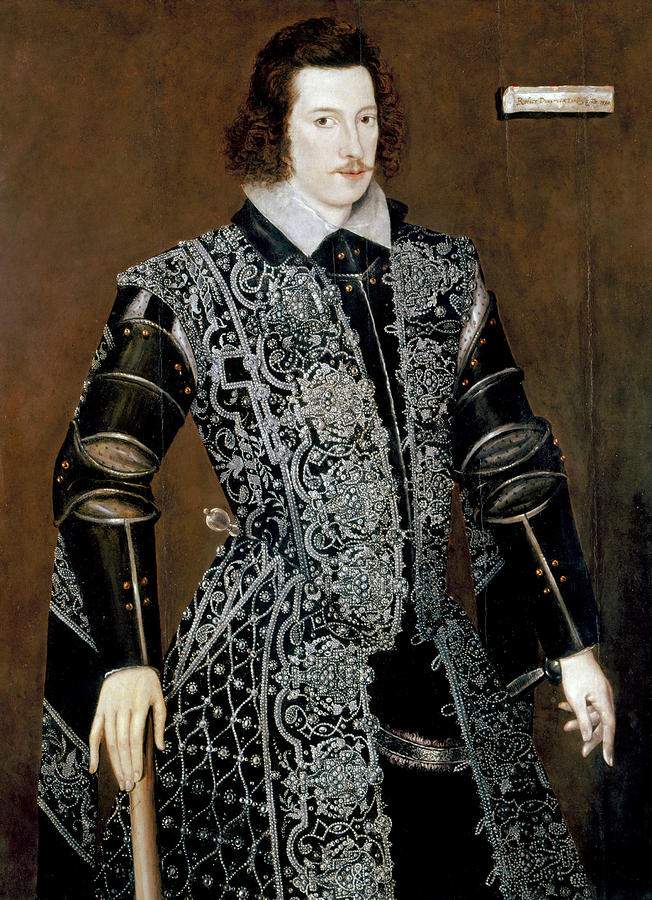
Robert Devereux, Conde of Essex, c. 1590.
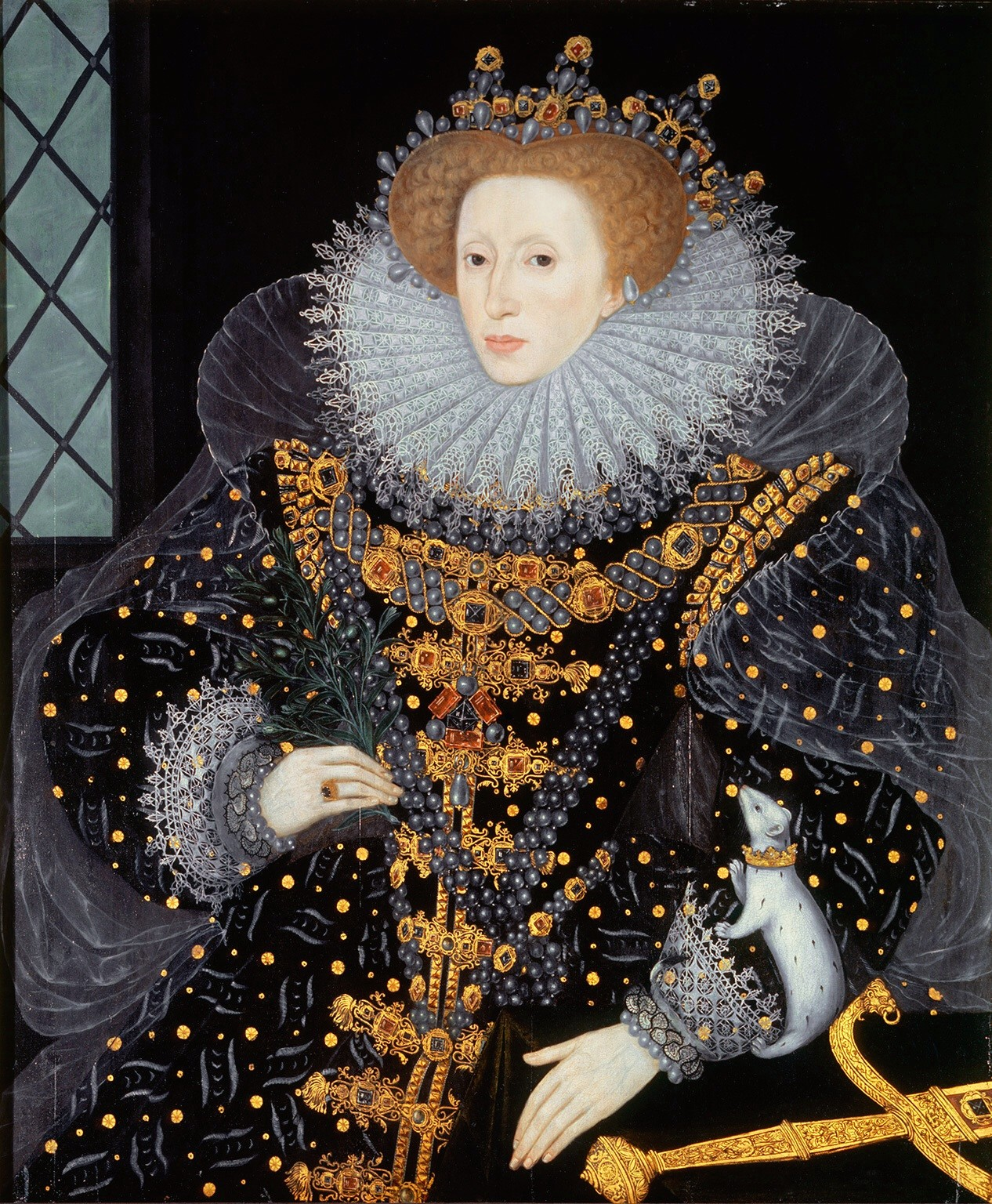
Reina Elizabeth, el "Retrato de armiño" (atribuido a William).
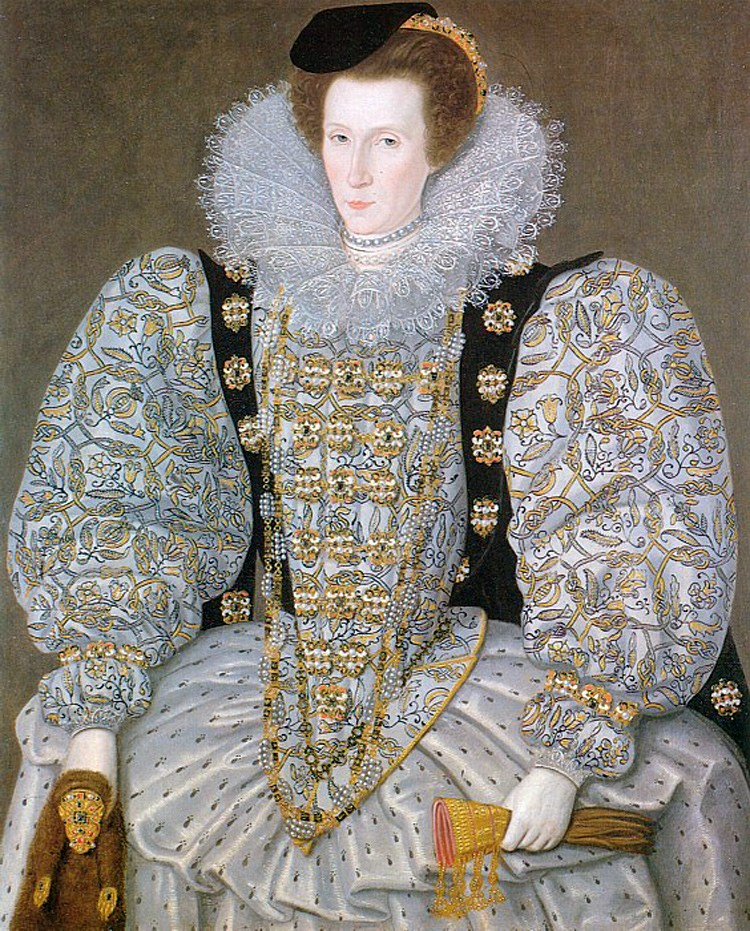
La Dama desconocida, (1595) (atribuido a William).

## Otras fuentes
- Segar, William: El Libro de Honor y Armas (1590) y Honor Militar y Civil (1602), Scholars Facsimilies & Reprint (mayo de 1999), ISBN 0-8201-1138-4.

- Datos: Q535393
- Multimedia: William Segar / Q535393